# Chondrodit

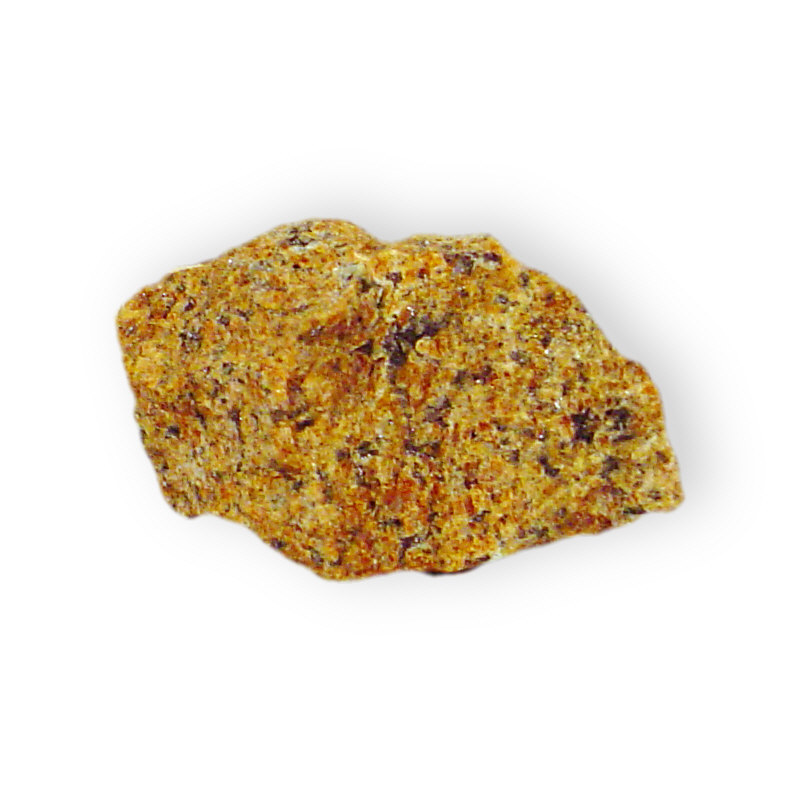
Chondrodit cùng với magnetit, mỏ Tilly Foster, Brewster, New York, Hoa Kỳ

Chondrodit là một khoáng vật silicat đảo có công thức hóa học (Mg,Fe)5(SiO4)2(F,OH,O)2. Mặc dù nó là một khoáng vật khá hiếm, nó là thành viên thường gặp trong nhóm khoáng vật humite. Nó được hình thành trong các mỏ nhiệt dịch từ dolomit bị biến chất khu vực. Nó cũng được tìm thấy cùng với skarn và serpentinit.
Khoáng vật này được phát hiện năm 1817 ở núi Somma, một phần của núi Vesuvius ở Ý, và được đặt tên từ tiếng Hy Lạp có nghĩa là hạt nhỏ, là một dạng tập hợp phổ biến của khoáng vật này.